# Chromin
Chromin es un pueblo de Polonia, en Mazovia. Se encuentra en el distrito (Gmina) de Borowie, perteneciente al condado (Powiat) de Garwolin. Se encuentra aproximadamente a 15 km al noroeste de Garwolin, y a 63 km al sureste de Varsovia. 
Entre 1975 y 1998 perteneció al voivodato de Siedlce.